# Língua asurini do Xingu
A língua asurini do Xingu, ou ainda, assurini do Xingu, assurini do Koatinemo, asurinikin, surini ou  asonéri (da língua Juruna), é uma língua indígena falada pelo povo de mesmo nome (autodenominados awaeté, de pronúncia [a.wa.e.'te]), localizada na Terra Indígena Koatinemo, à margem direita do Rio Xingu, no estado do Pará, Brasil. É importante ressaltar as diferenças geográficas, culturais, e, consequentemente, linguísticas entre os dois grupos asurini existentes: os asurini do Xingu e os asurini do Tocantins (ou asurini do Trocará).
A língua asurini do Xingu é pertencente ao tronco linguístico tupi-guarani, no sub-ramo V e possui cerca de 219 falantes, em sua maioria, nativos da Aldeia Assurini do Xingu. É considerada uma língua ativa e apresentou relativo crescimento nas últimas décadas: após sofrer um intenso decréscimo populacional devido ao contato com a sociedade externa, a população de 150 falantes em 1930 reduziu-se a 66 em 1994; em 2002, este número subiu para 106 falantes; atualmente, os falantes de asurini do Xingu ultrapassam a marca de 200. Apesar disso, o asurini do Xingu corre risco de extinção, e sua perpetuação está ligada à alta taxa de natalidade e casamentos interétnicos.

## Etimologia
As duas principais nomenclaturas para a etnia indígena asurini do Xingu (ou asurini do Koatimeno) são composições entre uma palavra de origem juruna e o local onde o povo asurini se consolidou. O termo asurini é originado do juruna asonéri, cujo significado é "vermelho", referente ao grande uso do urucum no cotidiano, documentada pela primeira vez pelo etnógrafo Curt Nimuendajú em 1948. Já os termos locacionais, Xingu e Koatinemo, referem-se às margens do Rio Xingu e à Terra Indígena Koatinemo. 

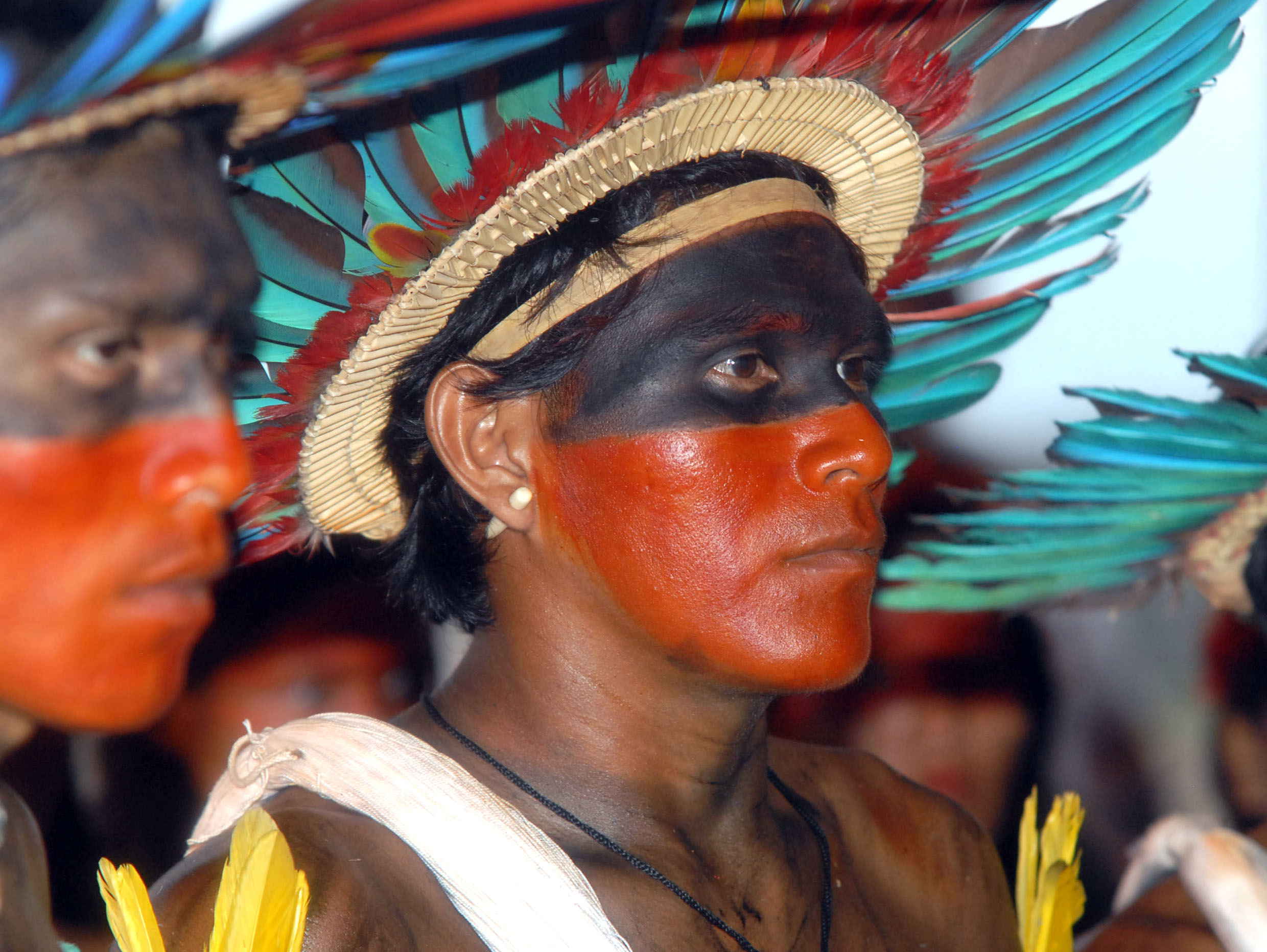
Indígena Asurini

Entre outros exônimos, há divergências entre as denominações dada pelos kayapós: Kub(ẽ)-Kamrég-ti, segundo o etnólogo Curt Nimuendajú, que significa "grande índio vermelho" (Kub(ẽ) = "índio" + Kamrég = "vermelho" + ti = aumentativo); ou Krã-akâro que significa "cabeça redonda", segundo os xikrin do Bacajá, um subgrupo kayapó. Há ainda os nomes: Adgí Kaporuri-ri ("vermelho selvagem"), em xipáia; e Nupánunupag ("índio vermelho"), em kuruaia.
Entretanto, a etnia se autodenomina de, ainda, outra forma. O endônimo dos asurini do Xingu, especificamente, é awaeté, cuja tradução é próxima de "gente de verdade", com awa- significando "pessoas" e -eté sendo um sufixo enfático para "muito" ou "verdadeiro". Apesar disso, os asurini do Xingu chamam-se de asurinis quando em contato com a sociedade não-indígena.

## Distribuição
Atualmente, há apenas um povo falante da língua asurini do Xingu: a aldeia homônima localizada na Terra Indígena Koatinemo, à margem direita do Rio Xingu no estado do Pará, entre as cidades de Altamira e Senador José Porfírio.
 

Tradicionalmente, os asurini, divididos em duas aldeias distintas, ocuparam a área entre a margem esquerda do Rio Bacajá e a margem direita do Rio Xingu. Por volta dos anos 40, deslocaram-se, para a região dos Igarapé Piranhaquara e Igarapé Ipiaçava devido a pressões extrativistas locais e conflitos com grupos indígenas kayapós, dividindo-se e originando as diferentes aldeias asurini: Xingu e Tocantins. Pelo mesmo motivo, os asurini do Xingu deslocaram-se novamente, desta vez para o Igarapé Ipixuna, onde permaneceram até a década de 60, quando outros conflitos surgiram, com os araweté que ali se estabeleceram. Voltaram, então, para as margens do Igarapé Ipiaçava.

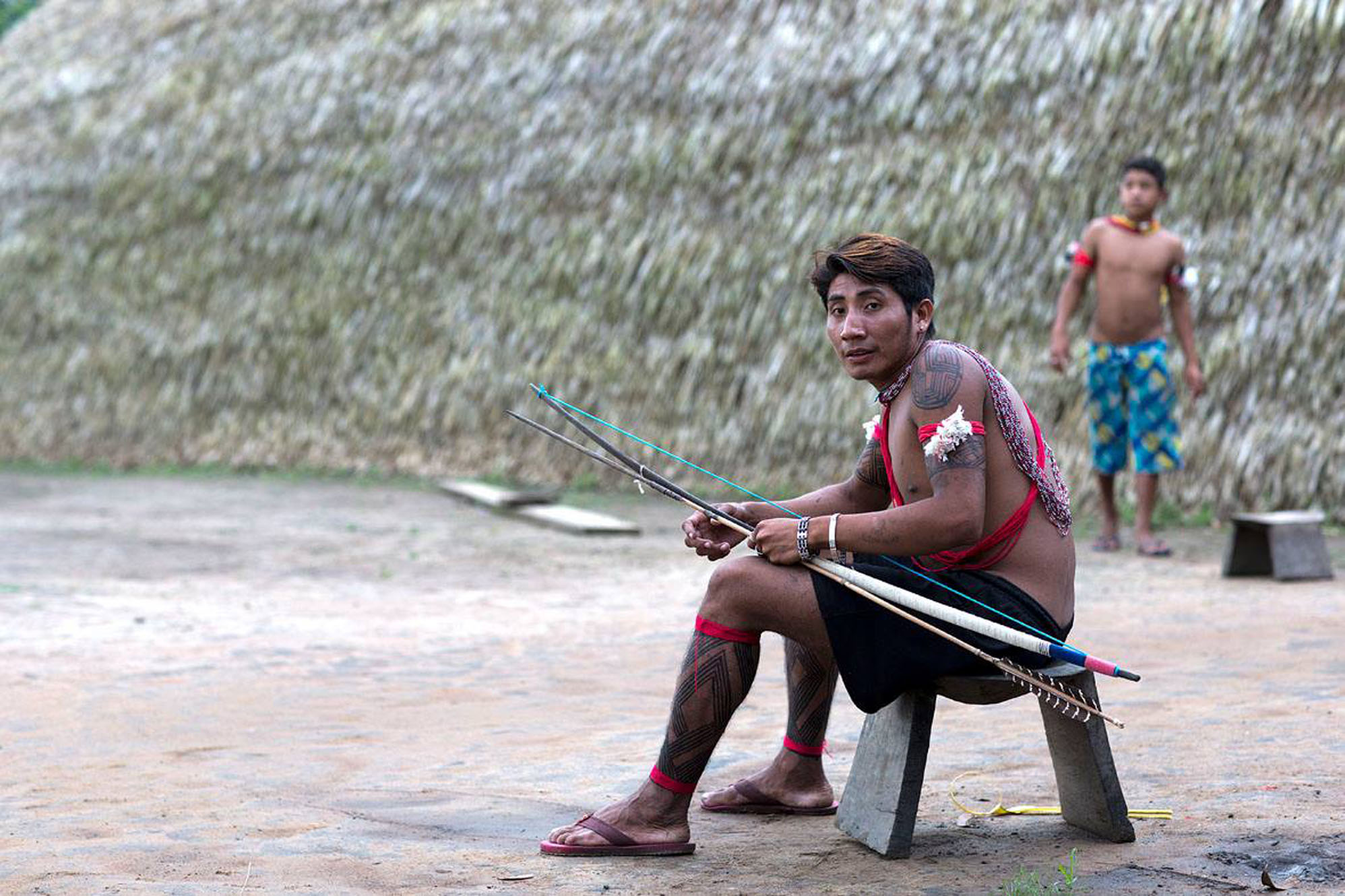
Asurini em sua comunidade

As primeiras informações sobre a etnia vieram à tona no final do século XIX, e o primeiro contato com a sociedade brasileira se deu em 1971. Entre 1972 e 1985, os asurini do Xingu ocupavam a margem direita do Rio Igarapé Ipiaçava, afluente do Rio Xingu, e com a homologação de Koatinemo, em 1986, o rio passou a ser fronteira da terra indígena, que se tornou lar oficial dos asurini, numa área de 387 834 hectares.

### Línguas relacionadas
A língua asurini do Xingu é pertencente ao tronco linguístico tupi, da família tupi-guarani, no sub-ramo V, mesmo grupo do kayabi. Os asurini já estabeleceram relações com os kayapós (cuja língua pertence ao tronco macro-jê) e com os araweté (cuja língua pertence à família tupi-guarani), visto que dividiram espaço geográfico.
Há estudos comparativos entre as línguas asurinis do Xingu e do Tocantins, como feito por Velda C. Nicholson em "Breve estudo da língua asurini do Xingu", apontando a anterior união das aldeias, a separação destas após atritos com extrativistas e outras etnias da região, e as semelhanças e diferenças entre asurini do Xingu (asn), do Tocantins (asu) e o proto-tupi-guarani (PTG) indicam interações periódicas entre os povos. Em sua pesquisa, Nicholson cita que a língua asurini do Xingu, em comparação ao asurini do Tocantins, tem:
- Mais fonemas consonantais, com oclusivas sonoras e pré-nasalizadas;
- Vogais correspondentes, entretanto, mais fechadas, e variantes nasalizadas;
- Uso do sufixo "-(p)otat" para tempo futuro e modo desiderativo, e não "-(po)ta";
- Maior restrição de verbos no gerúndio e auxiliares;
- Ausência do sufixo "-a", que marca substantivos;
- Uso do sufixo "-rambe" para marcar orações temporais subordinadas e "a'e rambe" para consequência, e não "-ramo" e "a'e ramo";
- Uso do sufixo "-ete" para aumentativo, e não "-oho";
- Estrutura do sintagma posposicional no modelo S + 'instrumento' -pywo, e não S + 'instrumento' -po;
- Prefixo "-romoi-" para comitativos, e não "-ero-".

Além de tais regras fonéticas e gramaticais, há variações de vocabulário entre as duas línguas, como nos exemplos abaixo:
| pt-br       | asn (Xingu) | asu (Tocantins)     |
| ----------- | ----------- | ------------------- |
| lua         | djahy       | sahya               |
| carangueijo | ohã         | oha                 |
| cipó (fino) | korema      | korawa              |
| muito       | ete         | oho/ete             |
| civilizado  | akarai'i    | toria               |
| mulher      | kuñỹ/mirika | kosoa               |
| nuvem       | amynivaka   | ywaŋa-hon/ywaŋa-siŋ |
| amanhã      | arimo       | ose'iwe             |
| 1 (um)      | moi epẽn    | osepesowe           |

É importante ressaltar as diferenças geográficas, culturais, e, consequentemente, linguísticas entre os dois grupos asurini existentes: os asurini do Xingu e os asurini do Tocantins (ou asurini do Trocará).

## História

### História do contato
As primeiras informações sobre a etnia asurini do Xingu vieram à tona no final do século XIX, sendo muitos ataques locais acima do Rio Bacajá atribuídos a eles, mas também muitos sofridos por eles de povos vizinhos e homens brancos. Devido a esses conflitos, os asurinis se repartiram e deslocaram uma série de vezes no século decorrente. O primeiro contato com a sociedade brasileira se deu em 1971, com a expansão mineradora e agropecuária e a construção da Rodovia Transamazônica, pelos padres Anton e Karl Lukesch e, posteriormente, pela Funai. Com todos os embates interétnicos envolvidos e a presença branca na região, o contato com a sociedade externa foi inevitável.
Entretanto, tal contato desregulado, com diversas ações negligentes da Funai na época, junto aos diversos conflitos nos quais os asurini se envolveram, impactaram negativamente a sua população. Devido a instabilidade que a aldeia passou durante o século XX, houve queda da natalidade, intenso aumento da taxa de mortalidade e decorrente decréscimo populacional devido aos ataques intertribais e epidemias trazidas da sociedade externa, o que, consequentemente, prejudicou a organização política e doméstica tradicionais considerando a redução da aldeia e a morte dos membros mais velhos e anciões. A população de 150 falantes em 1930 sofreu uma redução de 40% nos anos 70, devido aos contágios de gripe, malária e tuberculose somados à não vacinação dos agentes e pesquisadores da Funai e à ausência de assistência médica, situação agravada ao seu ápice em 1982, quando os asurinis do Xingu eram apenas 52 indivíduos. A recuperação demográfica da etnia veio aos poucos, e em 2002 a população asurini subiu para 106 no Xingu. Atualmente, os falantes do assurini do Xingu ultrapassam a marca de 200, com a etnia e a língua ainda correndo risco de extinção, e sua perpetuação dependente de casamentos interétnicos e alta taxa de natalidade, sendo a maioria da população composta por jovens e crianças.

### História da documentação

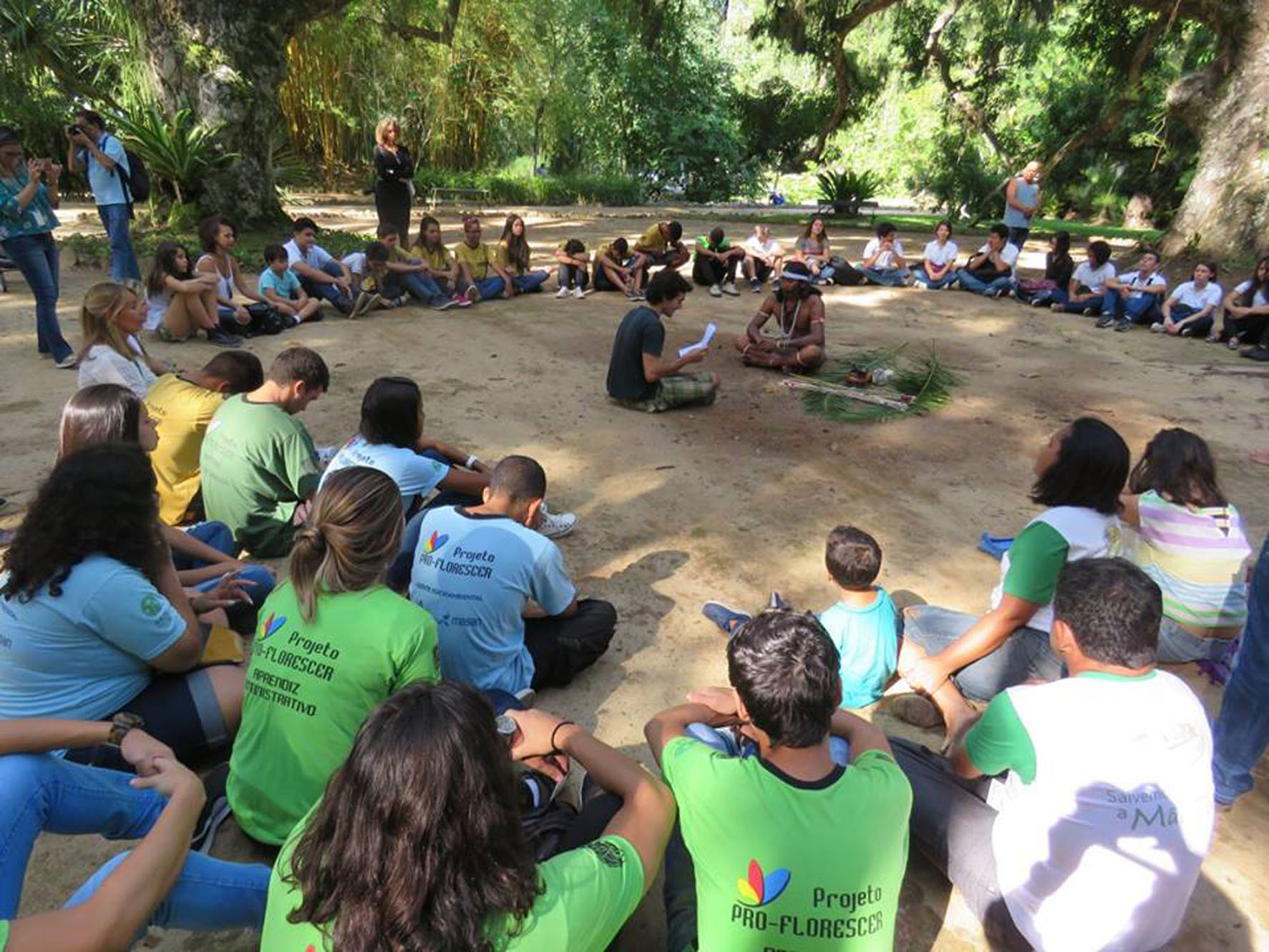
"Oficina Jejeyga – Introdução ao Tupi Guarani dos Awaeté"

Sendo o asurini um povo por muito tempo isolado, em conjunto com as desavenças entre a aldeia e a Funai nos primeiros contatos, o histórico de registro, estudo e transmissão da língua asurini do Xingu não são cronologicamente bem definidos, apesar de, atualmente, já haverem diversos estudos sobre o povo e sua língua, como, por exemplo, as obras "Breve Estudo da Língua Asurini do Xingu" (1982), de Velda Nicholson; "Estudo Morfossintático do Asurini do Xingu" (2009), de Antônia Pereira Alves; e "Mito e arqueologia: a interpretação dos Asurini do Xingu sobre os vestígios arqueológicos encontrados no parque indígena Kuatinemu - Pará" (2002) de Fabíola Andréa Silva. Os demais artigos, em específico sobre a língua, que se tem registro são dos pesquisadores Lukeschi (1996), Monserrat e as Irmãzinhas de Jesus (1998), e Silva (1998).

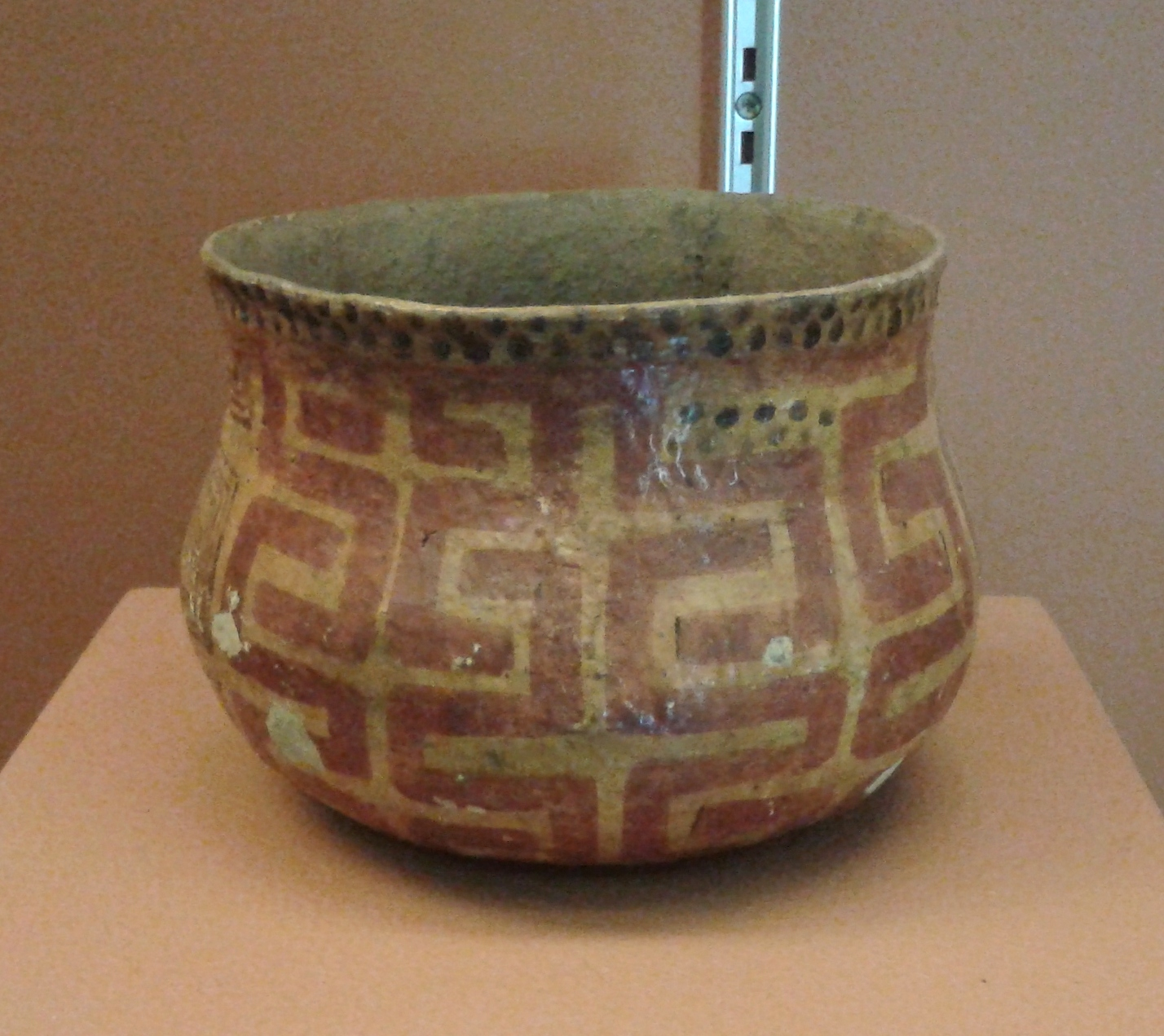
Cultura material asurini: Arte gráfica em vaso de cerâmica.

Além disso, entre outubro e novembro de 2019, ocorreu uma oficina sobre a língua indígena na Casa da Linguagem do Pará, em Belém, a "Oficina Jejeyga - Introdução ao Tupi Guarani dos Awaeté", com cinco aulas ministradas por um pajé aprendiz asurini, Timei Assurini, ressaltando a importância da linguagem para os povos indígenas e contando com a participação de linguistas e pesquisadores envolvidos com o povo.

#### Cultura Material e Arte Gráfica

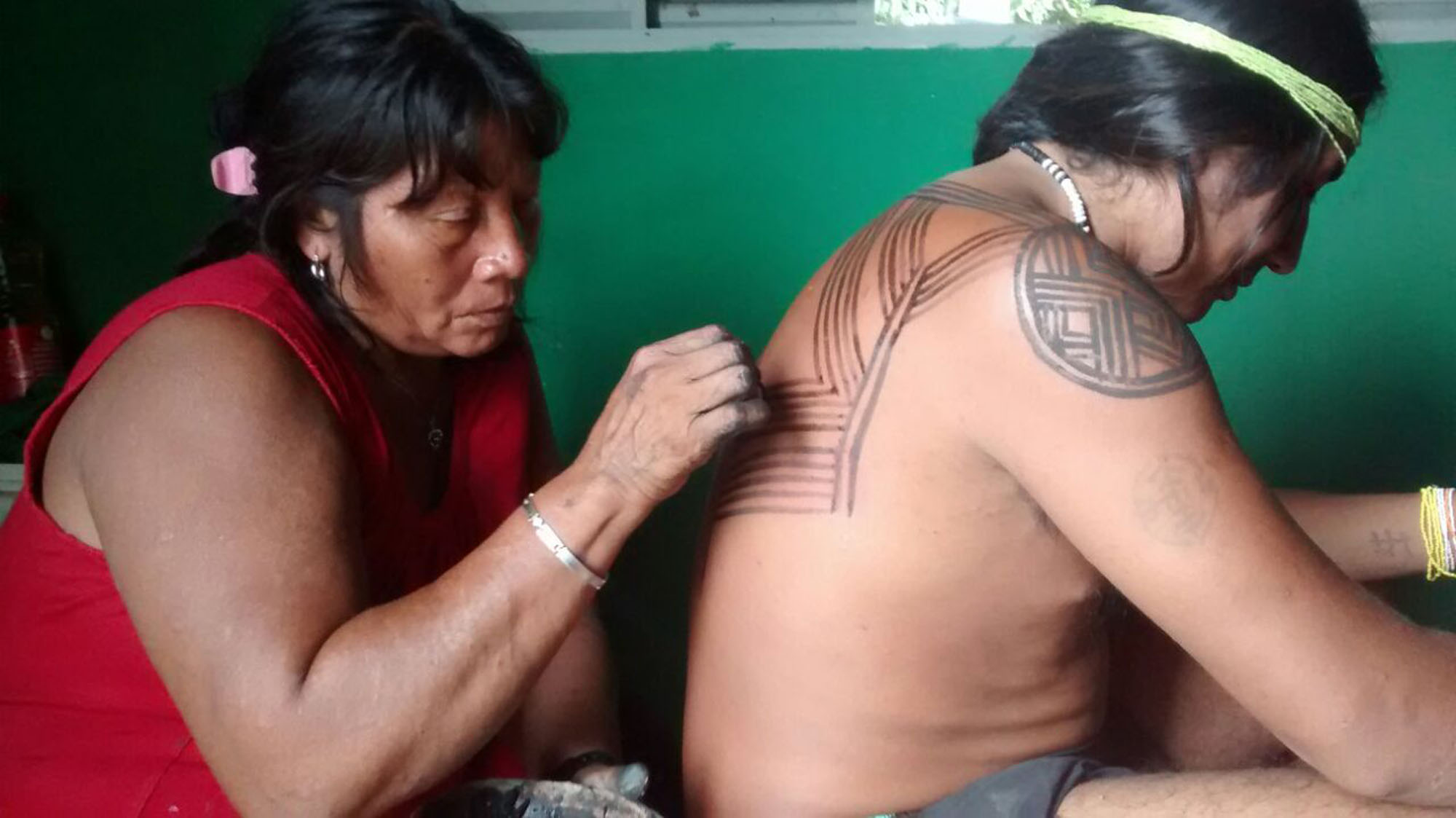
Arte gráfica asurini: pintura corporal tradicional

A cultura material asurini engloba cerâmica, tecelagem, cestaria, armas, enfeites corporais, bancos de madeira e flautas. Além da utilidade cotidiana de tais instrumentos, há a decoração destes itens com a arte gráfica asurini, composta por formas geométricas nas cores amarelo, vermelho e preto que seguem uma gramática própria com diversos sistemas de significação e registram o cotidiano, a tradição e as entidades simbólicas e ritualísticas da etnia. Tal arte gráfica também se dá de forma corporal através de tatuagens, representando a organização hierarquica interna da aldeia e a realização de cerimônias.

## Fonologia
O asurini do Xingu apresenta um sistema fonético de 16 consoantes, divididas entre surdas, sonoras e labializadas, com um total de 28 variações consonantais, e 10 vogais, sendo metade delas nasalizadas.A sílaba tônica, em geral, recai sobre a última sílaba e a língua não apresenta tons.

### Consoantes
O asurini do Xingu apresenta um sistema fonético de 16 consoantes, sendo 5 oclusivas, 3 nasais, 3 fricativas e 2 africadas, 2 aproximante e 1 tepe, divididas entre surdas, sonoras e labializadas. Possui um total de 28 variações consonantais, que se dão em:
- /p/, /t/ e /k/ em final de palavra, após /a/ e /ã/, tornando-se as consoantes plosivas aspiradas /pʰ/, /tʰ/ e /kʰ/;
- alofonia entre as nasais /ɲ/ e /ŋ/, com a palatal aparecendo em início de palavras, e a velar, no final;
- homorgânicas /m/ e /b/, /n/ e /d/, e /ŋ/ e /g/, com as nasais em final de palavra e as plosivas em início e meio;
- combinações pré-nasalizadas, entre oclusivas com cortorno nasal após vogais nasais, em /mb/, /nd/ e /ŋg/;
- /t͡ʃ/ e /ʃ/, com a fricativa ocorrendo antes de /a/, e o mesmo para suas versões sonoras /d͡ʒ/ e /ʒ/.

As variações consonantais do asurini do Xingu estão representados na tabela abaixo. As consoantes padrão da língua estão marcadas em negrito, enquanto suas variações estão representadas em itálico.
|             |              | Bilabial | Alveolar | Pós-Alveolar | Palatal | Velar | Glotal |
| ----------- | ------------ | -------- | -------- | ------------ | ------- | ----- | ------ |
| Plosiva     | Surdas       | p pʰ     | t tʰ     |              |         | k kʰ  | ʔ      |
| Plosiva     | Sonoras      | b        | d        |              |         | g     |        |
| Plosiva     | Labializadas |          |          |              |         | kw    |        |
| Africada    | Surdas       |          |          | t͡ʃ           |         |       |        |
| Africada    | Sonoras      |          |          | d͡ʒ           |         |       |        |
| Pré-nasal   | Pré-nasal    | ᵐb       | ⁿd       |              |         | ᵑg    |        |
| Nasal       | Nasal        | m        | n        |              | ɲ       | ŋ     |        |
| Vibrante    | Vibrante     |          | ɾ        |              |         |       |        |
| Fricativa   | Surdas       | ɸ        |          | ʃ            |         |       | h      |
| Fricativa   | Sonoras      | β        |          | ʒ            |         |       |        |
| Aproximante | Aproximante  | w        |          |              | j       |       |        |

### Vogais
O sistema vocálico do asurini do Xingu é bem definido e sem alofonia, apresentando 10 vogais: 5 orais e suas 5 correspondentes nasalizadas. Entretanto, em alguns casos, o fonema /e/ varia livremente com /ɛ/.
Os fonemas vocálicos estão representados na tabela abaixo:
|             | Anterior | Central | Posterior |
| ----------- | -------- | ------- | --------- |
| Fechada     | i ĩ      | ɨ ɨ̃     | u ũ       |
| Semifechada | e ẽ      |         |           |
| Aberta      | a ã      |         |           |

### Tonicidade
A sílaba tônica recai sobra a última sílaba do radical na maioria dos casos, como a tendência nas línguas tupi-guarani. Quando em palavras compostas, mantém-se o acento principal na sílaba final, com um secundário no primeiro radical. Em alguns casos excepcionais, os acentos aparecem antes do fim da palavra e, apesar de não se caracterizarem como empréstimos, fogem do padrão previsível do tupi-guarani. Além disso, o asurini do Xingu não apresenta tons.
| Acento final | Acento final | Acento anterior | Acento anterior |
| pt-br        | asn          | pt-br           | asn             |
| ------------ | ------------ | --------------- | --------------- |
| casca de pau | [ɨβɨ'ɾa]     | vento           | [ɨ'βɨɾa]        |
| rosto        | [-u'βa]      | pai             | [-'uβa]         |
| ir embora    | [aha'ka]     | tapuru          | [a'haka]        |
| gente        | [a'βa]       | cabelo          | ['ʔaβa]         |
| eu quebro    | [a'ka]       | casa            | ['aka]          |

## Ortografia
A língua asurini do Xingu é originalmente uma língua ágrafa, ou seja, não apresenta um alfabeto ou sistema de escrita próprio, utilizando de transcrições fonéticas para registros escritos. As transcrições deste artigo se baseiam do trabalho de Antônia Alves Pereira em "Estudo Morfossintático do Asurini do Xingu" (2009).
| Letra      | Letra | Som (IPA) | Pronúncia                                       |
| ---------- | ----- | --------- | ----------------------------------------------- |
| Consoantes | p     | /p/       | [p] como em "pato"                              |
| Consoantes | t     | /t/       | [t] como em "taça"                              |
| Consoantes | k     | /k/       | [k] como em "como"                              |
| Consoantes | '     | /ʔ/       | [ʔ] como na pausa da expressão de negação "ã-ã" |
| Consoantes | kw    | /kw/      | [kw] como em "quatro"                           |
| Consoantes | m     | /m/       | [m] como em "mão"                               |
| Consoantes | n     | /n/       | [n] como em "não"                               |
| Consoantes | g     | /ŋ/       | [ŋ] como em "manga"                             |
| Consoantes | f     | /ɸ/       | [ɸ], como em "fu" (ふ) (フ), em japonês         |
| Consoantes | v     | /β/       | [β], como em "lava", em espanhol                |
| Consoantes | dj    | /d͡ʒ/      | [d͡ʒ] como em "dia", no dialeto paulista/carioca |
| Consoantes | tx    | /t͡ʃ/      | [t͡ʃ] como em "tchau"                            |
| Consoantes | h     | /h/       | [h] como em "hat", em inglês                    |
| Consoantes | r     | /ɾ/       | [ɾ] como em "arame"                             |
| Consoantes | w     | /w/       | [w] como em "mau"                               |
| Consoantes | j     | /j/       | [j] como em "cai"                               |
| Vogais     | i     | /i/       | [i] como em "ilha"                              |
| Vogais     | ĩ     | /ĩ/       | [ĩ] como em "cinto"                             |
| Vogais     | y     | /ɨ/       | [ɨ] como em "roses", em inglês                  |
| Vogais     | ỹ     | /ɨ̃/       | sem correspondente                              |
| Vogais     | u     | /u/       | [u] como em "suco"                              |
| Vogais     | ũ     | /ũ/       | [ũ] como em "muito"                             |
| Vogais     | e     | /e/       | [e] como em "estrela"                           |
| Vogais     | ẽ     | /ẽ/       | [ẽ] como em "sempre"                            |
| Vogais     | a     | /a/       | [a] como em "pá"                                |
| Vogais     | ã     | /ã/       | [ã] similar a "lã"                              |

## Gramática
O asurini do Xingu é uma língua que utiliza aglutinação. Uma das suas principais características é o recorrente uso de partículas para caracterizar um radical, criando um extenso vocabulário. Possui 7 classes: nome, pronomes pessoais e demonstrativos, verbo, advérbio, posposição e partícula. Apresenta orações transitivas e intransitivas, seguindo a estrutura locuções-sujeito-objeto-verbo.

### Nomes
Os nomes do asurini do xingu são definidos por três critérios: semântico (conceitos estáveis no tempo, como seres, eventos e coisas em geral), morfológico (sufixação casual e temporal), e sintático (núcleo de sintagma nominal). São subdivididos entre possessivos, prefixos relacionais, além das subclasses de pronomes.

#### Número e Gênero
Em geral, não há marcação de número no asurini do Xingu, com os nomes expressos em sua forma do singular. Apesar disso, há elementos que indicam plural usados em alguns casos:
- -mera: sufixados aos nomes para indicar mais de um ser, semelhante aos coletivos do português;
- -tyra: sufixados aos nomes para indicar local com abundância de algo;
- amu: morfema que indica "outro".

| Singular  | Singular    | Plural        | Plural        |
| --------- | ----------- | ------------- | ------------- |
| kunimi    | menino      | kunimi-mera   | os meninos    |
| mani'aka  | mandioca    | mani'aka-tyra | mandiocal     |
| ure rayra | nossa filha | ure rayra amu | nossos filhos |

Os nomes do asurini também não recebem marcação de gênero, de forma que existem diferentes expressões para cada gênero. Quando não se há tal diferenciação, o sexo é subentendido pelo contexto ou explicitado, em alguns casos específicos, lexicalmente com kudjema'e para sexo masculino e kujĩ para feminino após o nome.
| kujĩ maja udjuka       | kujĩ maja udjuka       | kujĩ maja udjuka       | kunimi maja kujĩ udjuka      | kunimi maja kujĩ udjuka      | kunimi maja kujĩ udjuka      | kunimi maja kujĩ udjuka      |
| kujĩ                   | maja                   | u-djuka                | kunimi                       | maja                         | kujĩ                         | u-djuka                      |
| mulher                 | cobra                  | 3-matar                | menino                       | cobra                        | mulher                       | 3-matar                      |
| a mulher matou a cobra | a mulher matou a cobra | a mulher matou a cobra | o menino matou a cobra fêmea | o menino matou a cobra fêmea | o menino matou a cobra fêmea | o menino matou a cobra fêmea |

#### Relacionais
Na família tupi-guarani, é possivel estabelecer relações de dependência em uma frase com o uso de um prefixo relacional no núcleo do sintagma nominal, que é possuído pelo termo da sentença que o antecede. Os relacionais do asurini do Xingu são:
- r-: prefixado a nomes possuíveis começados por vogal, sem marcação para aqueles que começam com consoantes, e a verbos descritivos e transitivos quando há hierarquia de pessoa;

Exemplo: dje ryja (minha filha; lit. eu relac.-filha)
- u-: representa terceira pessoa reflexiva, com o nome possuído sendo alvo de uma ação de seu possuidor (sujeito da oração);

| ga umaniaka uerut                 |        |          |    |        |
| ga                                | u-     | maniaka  | u- | erut   |
| 3sg.masc                          | relac. | mandioca | 3  | trazer |
| ele carregou sua própria mandioca |        |          |    |        |

- i-: prefixado em radicais iniciados por consoantes, sendo marcado como t- quando começados por vogais, indicando um possuidor em terceira pessoa conhecido pelo contexto e diferente do sujeito;

Exemplo: ipa ifuku (a mão dele é comprida; lit. relac.-mão relac.-comprida)
- t-: marca nomes inalienavelmente possuíveis, quando o possuidor não é especificado, variando também entre o prefixo m- (nomes iniciados com a letra p) e a ausência de marcação (nomes iniciados com consoantes, exceto a letra m).

| tyru erut dje ve     |       |       |        |     |        |
| t-                   | yru   | e-    | rut    | dje | ve     |
| relac.               | roupa | 2III- | trazer | 1sg | pospos |
| traga roupa para mim |       |       |        |     |        |

### Pronomes

#### Pronomes Pessoais
Há oito pronomes pessoais no asurini do Xingu, sendo quatro no singular e quatro no plural, divididos entre 1ª, 2ª e 3ª pessoas do discurso, com gêneros masculino e feminino diferenciados na 3ª pessoa do singular e com inclusão ou exclusão do ouvinte na 1ª pessoa do plural. Pertencem a uma classe fechada e são divididos entre pronomes livres (tônicos) e pronomes clíticos (átonos), entretanto, sem diferenciação fonológica, interpretando diferentes funções sintáticas a depender do contexto.
A lista dos pronomes pessoais da língua asurini do Xingu encontra-se na tabela abaixo.
| Pessoa | Pronomes pessoais | Pronomes pessoais |
| Pessoa | Singular          | Plural            |
| ------ | ----------------- | ----------------- |
| 1ª     | dje               | djane (inclusivo) |
| 1ª     | dje               | ure (exclusivo)   |
| 2ª     | ene               | pene              |
| 3ª     | ga (masc.)        | gy                |
| 3ª     | ẽ (fem)           | gy                |

##### Pronomes pessoais na forma livre
Os pronomes pessoais do asurini do xingu assumem a função livre em dois contextos: como enfatizador do sujeito não obrigarório nas orações, e como resposta simples a uma pergunta. Observe os exemplos abaixo.
| com ênfase  | com ênfase  | sem ênfase |
| ----------- | ----------- | ---------- |
| ene ere-pen | ene ere-pen | ere-pen    |
| ene         | ere-pen     | ere-pen    |
| 2sg         | 2-passa     | 2-passa    |
| você passa  |             |            |

| Pergunta    | Pergunta    | Resposta |
| ----------- | ----------- | -------- |
| mepy u-'at? | mepy u-'at? | dje      |
| mepy        | u-'at       | dje      |
| interrog    | 3-cair      | 1sg      |
| quem caiu?  | quem caiu?  | eu       |

##### Pronomes pessoais na forma clítica
Os pronomes pessoais do asurini do xingu assumem a função clítica nos seguintes contextos:
- Possuidor, junto a nomes possuíveis;

Exemplo: dje ruva (meu pai; lit. eu relac.-pai)
- Objeto de posposição;

| a-aha ene rupi ne |      |     |        |        |        |
| a-                | -aha | ene | r-     | ene    | ne     |
| 1sg               | ir   | 2sg | relac. | pospos | futuro |
| eu irei contigo   |      |     |        |        |        |

- Objeto de verbos transitivos;

Exemplo: dje ga udjuka (eu o matei; lit. eu ele matar)
- Sujeito de descritivos;

Exemplo: ene rurip (você está alegre; lit. ele relac.-alegre)
- Sujeito ou objeto de verbos em construções dependentes.

| jara pype ga ruti |        |          |        |     |      |
| jara              | pype   | ga       | r-     | ut  | -i   |
| canoa             | pospos | 3sg.masc | relac. | vir | circ |
| ele veio de canoa |        |          |        |     |      |

#### Demonstrativos
Os pronomes demonstrativos indicam referência em relação a um ponto no espaço (o falante ou o ouvinte). No asurini do Xingu, são uma classe fechada determinada pela proximidade, visibilidade, audibilidade e posição corpórea do ser referenciado. Alguns dos prinicpais demonstrativos do asurini estão listados abaixo:
- ka: referente próximo ao falante visível;
- aui: referente a algo visível, palpável, em posição curvada, e é restrito aos pronomes ga e ẽ;
- au: referente a algo visível, palpável, e em posição reta ou esticada;
- irainũ: referente a algo perdido e, depois, achado;
- ke: referente a algo não visível nem palpável, restrito ao singular;
- irui: referente a algo distante e visível, em posição curvada;
- a'e, ga, ẽ: pronomes que assumem função de demonstrativos no meio de sentenças, com uso anafórico.

| ga a'e py'pe ahaw arew                  |           |        |     |       |               |
| ga                                      | a'e       | py'pe  | aha | -w    | arew          |
| 3sg.masc                                | p.demonst | pospos | ir  | -circ | durante o dia |
| ele, aquele (menino), foi durante o dia |           |        |     |       |               |

Tais demonstrativos podem assumir função de núcleo de sintagma nominal, modificador de um nome, objeto de posposição, além de receberem noção de gênero, número, e o atributivo -ramũ.

### Verbos
Os verbos na língua asurini do Xingu são classificados de acordo com as seguintes propriedades morfossintáticas: distribuicional, associada a funções semântico-sintáticas desempenhadas pelas palavras; e a estrutural, que reflete a estrutura interna das palavras. Assim, os verbos assumem a função de núcleo de um predicado (função distribucional) e são flexionados por prefixos pessoais, prefixos relacionais, pronomes pessoais clíticos, morfemas modais e, possivelmente, pelo nominalizador -tap. Os prefixos relacionais e os pronomes pessoais ligados ao radical do verbo atuam na definição das características de atividade e inatividade, fortes do tupi-guarani. Tal característica define a divisão entre verbos transitivos, intransitivos ativos, intransitivos descritivos, e cópula (verbos de ligação) sendo:
- Pronomes pessoais clíticos: usadas em objetos de verbos transitivos e em verbos descritivos;
- Série I: usada em transitivos e intransitivos ativos ;
- Série II: exclusiva de intransitivos;
- Série III: usada em transitivos;
- Série IV: usada em transitivos;

| Pessoa               | Pronomes pessoais | Prefixos ativos | Prefixos ativos | Prefixos ativos | Prefixos ativos |
| Pessoa               | Pronomes pessoais | Série I         | Série II        | Série III       | Série IV        |
| -------------------- | ----------------- | --------------- | --------------- | --------------- | --------------- |
| 1ª sg                | dje               | a-              | te-             | -               | -               |
| 2ª sg                | ene               | ene             | e-              | ere-            | uru-            |
| 1ª pl incl.          | djane             | txa-            | djare           | -               | -               |
| 1ª pl excl.          | ure               | uru-            | uru-            | -               | -               |
| 2ª pl                | pene              | ee-             | pedje-          | pe-             | uru-            |
| 3ª sg masc/sg fem/pl | ga/ẽ/gy           | u-              | u-              | -               | -               |

#### Modo, tempo, aspecto e evidencialidade
Modo, tempo e aspecto são características verbais universais globais, e são expressas no asurini do Xingu através de partículas anexadas aos radicais dos verbos. O mesmo é válido para a evidencialidade verbal.
Há 7 modalidades verbais no asurini, sendo 4 independentes (indicativo, imperativo, exortativo e gerúndio) e 3 dependentes (subjuntivo, consecutivo e circunstancial), além dos modos desiderativo e irrealis,definidos por:
- Indicativo: marcação de pessoa através de prefixos clíticos ou relacionais, das séries I e IV. A negação é expressa pelo morfema descontínuo ni(a)-...-i e suas variações n-...-i, na-...-i, ne-...-i.
- Imperativo: é expresso apenas em segunda pessoa, marcadas pelos prefixos da série III e- e pe-, com negação expressa pelo afixo -ju.
- Exortativo: marcado pelo morfema t- antes do marcador de pessoa (prefixos clíticos ou relacionais, das séries I e IV) com negação expressa pelo afixo -ju.
- Gerúndio: marcado pelos morfemas -a (depois de consoante), -w(depois de vogal oral) e  -w̃ (depois de vogal nasal), a marcação de pessoa se dá através de pronomes da série II, com sujeito co-referencial ao marcador de pessoa. A negação se dá pelo morfema -eỹma.
- Circunstancial: é iniciada por um elemento adverbial com um pronome clítico ou relacional em terceira pessoa, marcado pelo morfema -i após consoante e sem marcação após vogal.
- Subjuntivo: marcado logo após o radical verbal pelos morfemas -ramu após vogal e -amu após consoante. a marcação de pessoa se dá através da série II.
- Consecutivo: marcado pelos morfemas -rire ou -ire após o radical verbal, com marcação de pessoa dada pela série II.
- Desiderativo: formado pelos sufixos verbais "querer, poder" (-futat) e "querer, ter vontade" (-wei).
- Irrealis: marcado com rame (para radicais verbal terminados em vogal) ou ame (para radicalis verbais terminados em consoante) acompanhado do subjuntivo ramũ, indicando uma hipótese possível no futuro.

O tempo verbal no asurini do Xingu é dividido entre presente, passado e futuro, entrento, não é flexionado ,de forma que as diferenciações de tempo se dão pelo contexto e são marcadas por expressões temporais, partículas e aspectos apenas em situações onde o momento da ação é de extrema relevância, com myve para passado, e ne (após vogal) e ane (após consoante) para futuro, sem marcação para presente.
| Presente           | Presente           | Presente           | Presente           | Passado                 | Passado                 | Passado                 | Passado                 | Passado                 | Futuro                 | Futuro                 | Futuro                 | Futuro                 | Futuro                 |
| ------------------ | ------------------ | ------------------ | ------------------ | ----------------------- | ----------------------- | ----------------------- | ----------------------- | ----------------------- | ---------------------- | ---------------------- | ---------------------- | ---------------------- | ---------------------- |
| dje arakuri amu'in | dje arakuri amu'in | dje arakuri amu'in | dje arakuri amu'in | dje myve arakuri amu'in | dje myve arakuri amu'in | dje myve arakuri amu'in | dje myve arakuri amu'in | dje myve arakuri amu'in | dje arakuri amu'in ane | dje arakuri amu'in ane | dje arakuri amu'in ane | dje arakuri amu'in ane | dje arakuri amu'in ane |
| dje                | arakuri            | a-                 | mu'in              | dje                     | myve                    | arakuri                 | a-                      | mu'in                   | dje                    | arakuri                | a-                     | mu'in                  | ane                    |
| 1sg                | galinha            | 1sg-               | cozinhar           | 1sg                     | pass                    | galinha                 | 1sg-                    | cozinhar                | 1sg                    | galinha                | 1sg-                   | cozinhar               | fut                    |
| eu cozinho galinha | eu cozinho galinha | eu cozinho galinha | eu cozinho galinha | eu cozinhei galinha     | eu cozinhei galinha     | eu cozinhei galinha     | eu cozinhei galinha     | eu cozinhei galinha     | eu cozinharei galinha  | eu cozinharei galinha  | eu cozinharei galinha  | eu cozinharei galinha  | eu cozinharei galinha  |

Os  aspectos verbais são divididos em compactos (ex: vyky/"bater"; munik/"puxar"; nimun/"cuspir"), completivos (ex: pap/"terminar"; reraa/"levar"; ut/"chegar, vir"), verbos de atividade (ex: furaai/"dançar"; futuka/"lavar", etxak/"ver") e verbos estativos (ex: urip/"estar alegre"; djerutxi/"estar triste"; fuku/"ser alto"). Alguns verbos tem sua aspectualidade inerente, como os exemplos supracitados, mas também há partículas que os evidenciam em outros casos:
- Tempo passado próximo: sufixo -ame, após consoantes, e -rame, após vogais;
- Tempo futuro próximo: partícula eumutxepe;
- Cessativo: -ava'i ("parar, terminar") e -fuit ("parar, cessar");
- Repetitivo: partícula penu ("novamente") acompanhada da posposição -ive;
- Completivo: sufixo -pap;
- Volitivo: radical futat ("querer, desejar") após o verbo;
- Frustrativo: partícula panemi ("frustração") após a radical futat;
- Iminentivo: a'ip após o verbo.

A evidencialidade é expressa pelo uso de partículas como raka (atestação, fato vicenciado pelo locutor), vi (atestação, fatos reais não vivenciados pelo locutor), aipa (indica base em barulho, cheiro, ou fatos existentes, mas não vistos pelo locutor), nipa e ra'uva (sem diferenciação identificada).

#### Verbos transitivos
Os verbos transitivos na língua asurini do Xingu são definidos por:
- Sintaticamente, admitem sujeito e objeto;
- Concordância entre marcador de pessoa, sujeito (séries I e III) e objeto (função clítica);

| tajmira mani'aka umu'in |          |      |          |
| tajmira                 | mani'aka | u-   | mu'in    |
| nome                    | mandioca | 3-   | cozinhar |
| sujeito                 | objeto   | m.p. | verbo    |
| Taimira cozinhou peixe  |          |      |          |

- Recebem os prefixos da série IV;

Exemplo: uruetxak (eu vi você; lit. eu ver)
- Recebem os causativos -mu, e -ukat;
- Recebe os nominalizadores agentivo -tat, paciente -ipyt, e paciente/objeto -emi;
- Recebe os prefixos reflexivo -dje e recíproco -dju;
- São marcados com prefixos da série I nas orações.

Exemplo: adjemu'uk (eu me banho; lit. eu-reflex-banhar)

#### Verbos intransitivos ativos
Os verbos intransitivos ativos na língua asurini do Xingu são definidos por:
- Admitem apenas sujeito;

Exemplo: ga uata (ele anda/ele caça; lit. ele ele-andar/caçar)
- Recebem os nominalizadores atributivos -ama'e e seu negativo -ima'e;
- Marcados pela série II (excluisiva de intransitivos) no gerúndio;

| dje dji aim'ẽ tedjata        |         |     |        |       |      |     |
| dje                          | dji     | a-  | im'ẽ   | te-   | djat | -a  |
| 1sg                          | machado | 1I- | amolar | 1III- | vir  | ger |
| eu amolei o machado para vir |         |     |        |       |      |     |

- São marcados com prefixos da série I nas orações, concordando com o sujeito.

#### Descritivos
Os verbos descritivos são característicos na família tupi-guarani e expressam estado, qualidades ou propriedades do sujeito, com características tanto verbais quanto nominais, sendo muitas vezes confundidos com adjetivos. Na língua asurini do Xingu, os descritivos são definidos por:
- Receber pronomes pessoais clíticos;
- Receber o sufixo argumentativo -a;

| Myra kawĩ akuva u'u      |        |        |     |    |       |
| Myra                     | kawĩ   | akuv   | -a  | u- | u     |
| nome                     | mingau | quente | arg | 3  | beber |
| Myra bebeu mingua quente |        |        |     |    |       |

- Receber sufixos de grau aumentativo e diminutivo;

Exemplo: aka idjuvuu (a casa amarelona; lit. casa ralac.-amarelo-aum)
- Atuar como predicado;

Exemplo: Myra ifuku (Myra é alta; lit. Myra relac.-grande)
- Receber o morfema de negação, igualmente aos demais verbos;

| dje nedjekatui    |      |      |        |     |
| dje               | ne-  | dje- | 'katu  | -i  |
| 1sg               | neg- | 1sg- | bonito | neg |
| eu não sou bonito |      |      |        |     |

- Receber o nominalizador -tap;
- Receber os prefixos de segunda pessoa no singular (e-) e plural (pe-), indicando imperativo;

Exemplo: etxipe (quieto!; lit. você quieto)
- Ligar-se à cópula -ka num aspecto de estado em processo;
- Receber o nominalizador atributivo -ama'e.

#### Cópula
Os verbos cópula, ou verbos de ligação, são expressos pela forma -ka e sua variação -ika, e se assemelham ao "ser, estar, ficar" do português. São prefixados por elementos da série I para a primeira e segunda pessoa, e por pronomes pessoais e relacionais.
| locativo      | locativo      | locativo      | locativo      | "ser"        | "ser"        | "ser"        | "ser"        |
| ------------- | ------------- | ------------- | ------------- | ------------ | ------------ | ------------ | ------------ |
| dje aka ki    | dje aka ki    | dje aka ki    | dje aka ki    | ava pe ereka | ava pe ereka | ava pe ereka | ava pe ereka |
| dje           | a-            | -ka           | ki            | ava          | pe           | ere          | -ka          |
| 1sg           | 1-            | cop.          | estar aqui    | quem         | interrog     | 2sg          | cop          |
| eu estou aqui | eu estou aqui | eu estou aqui | eu estou aqui | quem é você? | quem é você? | quem é você? | quem é você? |

Também atuam como auxiliares, flexionados pelos marcadores da série II.
| akaru teka papanema |       |      |     |          |
| a-                  | karu  | te-  | -ka | papanema |
| 1-                  | comer | 1II- | cop | primeiro |
| vou comer primeiro  |       |      |     |          |

### Orações
A língua asurini do Xingu apresenta orações com predicado verbal (transitivas, intransitivas ativas, intransitivas descritivas e copulativas) e com predicado nominal (possesivas, equativas, locativas, existenciais e suas negativas).  Apresenta características tanto de alinhamento nominativo-acusativo quanto de ergativo-absolutivo, formando o chamado sistema cindido Split-S, devido à estrutura ativa/estativa dos verbos intrasitivos (Dixon, 1994). Em geral, seguem a estrutura sujeito-objeto-verbo, sujeito-verbo, ou sujeito-nome.
As orações negativas são dadas pela anexação de morfemas aos verbos, como descrito em cada caso da sessão "modo".

#### Orações transitivas
São aquelas que apresentam um verbo transitivo com núcleo do predicado, com dois argumentos: sujeito e objeto. Existem três estruturas possíveis, sempre com o objeto marcado externamente ao verbo: sujeito indicado com prefixação da série I no verbos; verbo marcado com um relacional antecedido por um pronome pessoal que indica o objeto, sem marcação de sujeito (subentendendo-se 3ª pessoa); verbo prefixado pela série II, com sujeito em 1ª pessoa e objeto em 2ª. Em geral, as orações transitivas no asurini seguem a estrutura locuções-sujeito-objeto-verbo prefixado.
| tajmira mani'aka umu'in | tajmira mani'aka umu'in | tajmira mani'aka umu'in | tajmira mani'aka umu'in | dje retxak | dje retxak | dje retxak |
| tajmira                 | mani'aka                | u-                      | mu'in                   | dje        | r-         | etxak      |
| nome                    | mandioca                | 3-                      | cozinhar                | 1sg        | relac.     | ver        |
| sujeito                 | objeto                  | m.p.                    | verbo                   | obj.       | relac.     | verbo      |
| Taimira cozinhou peixe  | Taimira cozinhou peixe  | Taimira cozinhou peixe  | Taimira cozinhou peixe  | ele me viu | ele me viu | ele me viu |

#### Orações intransitivas
São aquelas que apresentam um verbo intransitivo como núcleo do predicado, divididas entre ativas e descritivas.
Os verbos das orações intransitivas ativas apresentam um prefixo da série I anexado ao verbo, na estrutura sujeito-verbo prefixado.
Exemplo: ga uata (ele anda/ele caça; lit. ele ele-andar/caçar)
Os verbos das orações intransitivas descritivas apresentam um prefixo relacional anexado ao verbo, antecedidos por um pronome clítico ou uma locução nominal. Seguem a estrutura sujeito-verbo prefixado.
Exemplo: aka idjuv (a casa amarela; lit. casa ralac.-amarelo)

#### Orações copulativas
São formadas a partir do verbo cópula, fazendo ligação entre sujeito e predicado, com complemento nominal ou pronominal sem posição fixa.
| dje aka gy raryvamũ       |     |      |     |       |       |      |
| dje                       | a-  | -ka  | gy  | r-    | aryv  | -amũ |
| 1sg                       | 1I- | -cop | 3sg | relac | chefe | atr  |
| eu estou como chefe deles |     |      |     |       |       |      |

#### Orações possessivas
Possuem predicado nominal, estabelecendo uma relação de posse entre sujeito e predicado, com um núcleo nominal prefixado pelo relacional -r, na estrutura sujeito-nome.
Exemplo: dje ruva (meu pai/eu tenho pai; lit. eu relac.-pai)

#### Orações equativas
Possuem predicado nominal, estabelecendo relação de identidade entre sujeito (pronome pessoal ou nome) e predicado (nome), na estutura sujeito-nome.
Exemplo: ga kunimi (ele é menino; lit. ele menino)

#### Orações locativas
São aquelas que apresentam um nome como sujeito e um advérbio como predicado, podendo ser expressos, na estrutura sujeito-advérbio, por:
- advérbio;
- advérbio acompanhado de intensificador;
- locução posposicional;
- nominal marcado no caso locativo;
- cópula.

Exemplo: aka mujte (a roça é longe; lit. roça longe)

#### Orações existenciais
Formadas por um sujeito nominal que implica uma interpretação existencial, com predicado nominal.
| djajtuta ivaka re  | djajtuta ivaka re  | djajtuta ivaka re  | myve asurini aiverete      | myve asurini aiverete      | myve asurini aiverete      |
| djajtyta           | ivaka              | re                 | myve                       | asurini                    | aiverete                   |
| estrela            | céu                | pospos             | antes                      | asurini                    | muito                      |
| há estrelas no céu | há estrelas no céu | há estrelas no céu | antes, havia muito asurini | antes, havia muito asurini | antes, havia muito asurini |

As existenciais negativas são formadas por um nome e possíveis modificadores como sujeito seguidos de uma negação, sendo essa no sentido de não existir (imãme) ou de ausência (natyvi).
| myve tataẽny imame         | myve tataẽny imame         | myve tataẽny imame         | ki ita natyvi      | ki ita natyvi      | ki ita natyvi      |
| myve                       | tataẽny                    | imame                      | ki                 | ita                | natyvi             |
| antes                      | lanterna                   | neg                        | aqui               | pedra              | neg                |
| antes não existia lanterna | antes não existia lanterna | antes não existia lanterna | aqui não tem pedra | aqui não tem pedra | aqui não tem pedra |

## Vocabulário

### Lista de Swadesh
Abaixo, encontra-se a uma Lista de Swadesh com o vocabulário principal do asurini do Xingu e seus respectivos significados em português, baseada nos estudos de Velda Nicholson, "Breve estudo da língua asurini do Xingu" (1982) e de Antônia Alves Pereira, "Estudo morfossintático do asurini do Xingu" (2009).
| pt-br                              | asn                                             |
| ---------------------------------- | ----------------------------------------------- |
| eu                                 | dje                                             |
| tu, você                           | ene                                             |
| nós (inclusivo)                    | djane                                           |
| nós (exclusivo)                    | ure                                             |
| vós, vocês                         | pene                                            |
| este, isto                         | ka, aui, au                                     |
| esse, isso (visível)               | irui                                            |
| aquele, aquilo                     | ke                                              |
| aquele (perdido e, depois, achado) | irainũ                                          |
| aqui                               | ki, karamo, katy                                |
| aí                                 | eovi, ao'mi, áwamo                              |
| quem                               | ava                                             |
| o que                              | ma'e                                            |
| onde                               | mo me pe                                        |
| quando                             | moi pe                                          |
| como                               | ramũ                                            |
| não                                | natywi                                          |
| todos                              | akaite, eta                                     |
| muito                              | eta, eté, akaite                                |
| alguns                             | -----                                           |
| poucos, pequeno                    | pipi                                            |
| outro                              | amo                                             |
| um                                 | mudjepẽj                                        |
| dois                               | mukũj                                           |
| três                               | iruma'ẽ                                         |
| quatro                             | udjeruik                                        |
| cinco                              | udjeruik kaim                                   |
| grande                             | ohuete, ohu, ohuhu                              |
| comprido                           | ipoko                                           |
| largo, amplo                       | -----                                           |
| grosso, expesso                    | yypa                                            |
| pesado(a)                          | ipohoi                                          |
| curto                              | -----                                           |
| estreito, apertado                 | -----                                           |
| delgado, fino                      | korema                                          |
| mulher                             | kunỹ                                            |
| homem                              | kujama'e, koimara                               |
| pessoas, gente                     | ava                                             |
| criança                            | konomi                                          |
| esposa                             | mirika                                          |
| marido                             | rerakwara                                       |
| mãe                                | ehy                                             |
| pai                                | eroa                                            |
| animal, bicho                      | romawa                                          |
| peixe                              | ipira                                           |
| ave, pássaro                       | wyra                                            |
| cachorro, cão                      | dja'wara                                        |
| piolho                             | kywa                                            |
| cobra                              | mbai'a                                          |
| verme, minhoca                     | ewó'i                                           |
| árvore                             | ywyra                                           |
| mato                               | ka'a                                            |
| pau                                | ywyra                                           |
| fruta                              | i'a, ywyra'a                                    |
| semente                            | ha'ypa                                          |
| folha                              | ka'a                                            |
| raiz                               | ywypaʰ                                          |
| casca                              | ywyra-pirera                                    |
| flor                               | ifotyra, ipotyrỹg                               |
| capim, grama                       | ka'api'i                                        |
| corda                              | topam                                           |
| pele                               | pirera                                          |
| carne                              | mama'ea'a, ma'eta'a, ra'a                       |
| sangue                             | ohy                                             |
| osso                               | 'ikyg                                           |
| gorduras, banha                    | 'kav                                            |
| ovo                                | opi'a                                           |
| chifre                             | hatxi                                           |
| rabo                               | wai                                             |
| pena, pluma                        | ipepa                                           |
| cabelo                             | 'ava                                            |
| cabeça                             | akyg                                            |
| orelha                             | nambi                                           |
| olho                               | eha                                             |
| nariz                              | txi                                             |
| boca                               | joro                                            |
| dente                              | ỹja, ipirãjã                                    |
| língua                             | ko                                              |
| unha                               | foapé                                           |
| pé                                 | py                                              |
| perna                              | tamakyg, uwa                                    |
| joelho                             | kanawa                                          |
| mão                                | pa                                              |
| asa                                | pepa                                            |
| barriga (humana)                   | rawera, pyapyt                                  |
| entranhas, tripas, intestinos      | -----                                           |
| pescoço                            | jora                                            |
| costas                             | ape                                             |
| peito                              | potxi'a                                         |
| coração                            | ny'a, jy'a                                      |
| fígado                             | pu'a                                            |
| beber                              | 'u                                              |
| comer                              | karu                                            |
| morder                             | oo'o, mamaka                                    |
| chupar                             | otykot                                          |
| cuspir                             | nimun                                           |
| vomitar                            | oo'en                                           |
| sobrar                             | -----                                           |
| respirar                           | ipytohem                                        |
| rir                                | opoka                                           |
| ver                                | oesʰak                                          |
| ouvir, escutar                     | oendop                                          |
| saber                              | okohap                                          |
| pensar                             | odjapyaka                                       |
| cheirar                            | etũn                                            |
| temer, ter medo                    | okyyje                                          |
| dormir                             | okit                                            |
| viver                              | -----                                           |
| morrer                             | manu                                            |
| matar                              | djuka                                           |
| brigar                             | oje'eg-aty                                      |
| caçar                              | ata                                             |
| golpear, bater                     | vyki, nopyg                                     |
| cortar                             | manak                                           |
| rachar                             | -----                                           |
| esfaquear, apunhalar               | -----                                           |
| raspar, coçar                      | -----                                           |
| cavar                              | oywykai                                         |
| nadar                              | uvevuj                                          |
| voar                               | owewe                                           |
| andar                              | oata                                            |
| vir                                | ut, ur djat                                     |
| ser mentiroso                      | mej                                             |
| sentar-se                          | oapyk                                           |
| ficar em pé                        | opo'am                                          |
| voltar, dar a volta                | odjywyt, djevĩ, ur, opekine, openenu, opekinenu |
| cair                               | o'at, o'anda                                    |
| dar                                | omana, omut                                     |
| pegar, segurar                     | opy'yk                                          |
| apertar                            | -----                                           |
| esfregar                           | ojeayp                                          |
| lavar                              | omohin, opyhei, futuka                          |
| limpar                             | o'yp                                            |
| enxugar                            | omotywyn                                        |
| puxar                              | munik, omondyk                                  |
| empurrar, jogar                    | etyk, omonyryk, omamat, mabak                   |
| atar, amarrar                      | oapytxi                                         |
| coser, costurar                    | mũmũgỹ, omombyk                                 |
| contar                             | omorogeta                                       |
| falar, conversar                   | oje'eg, omoryggyta                              |
| cantar                             | marakajĩg, emi                                  |
| brincar                            | odjembarai                                      |
| boiar                              | uvevuj                                          |
| água corrente                      | 'y onỹn                                         |
| gelar, congelar, refrigerar        | -----                                           |
| inchar                             | ejũn                                            |
| sol                                | kwara                                           |
| lua                                | dja'i                                           |
| estrela                            | djajtyta                                        |
| água                               | 'y                                              |
| chuva                              | amyna                                           |
| rio                                | 'y, parany                                      |
| lagoa                              | -----                                           |
| mar                                | ------                                          |
| sal                                | myryní                                          |
| pedra                              | ita                                             |
| areia                              | yja                                             |
| poeira, pó                         | yja                                             |
| terra                              | yvy, yja                                        |
| nuvem                              | amynivaka                                       |
| neblina                            | -----                                           |
| céu                                | ivaka                                           |
| vento                              | ywyto, ivira                                    |
| neve                               | -----                                           |
| gelo                               | -----                                           |
| fumaça                             | tatatxigga                                      |
| fogo                               | tata                                            |
| cinza                              | tatapỹn                                         |
| queimar                            | okaj, apy                                       |
| caminho                            | pe                                              |
| montanha, monte, morro             | ywytyra                                         |
| vermelho                           | pirũg, pirãg, pirĩg                             |
| verde                              | djukyry                                         |
| amarelo                            | djup                                            |
| branco                             | txig                                            |
| negro, preto                       | un, pan                                         |
| noite                              | ipyarew, ipyton, karuka                         |
| dia                                | 'ara                                            |
| ano                                | -----                                           |
| morno, quente                      | akupʰ                                           |
| frio                               | iro'y, irowyg                                   |
| cheio                              | tynohem                                         |
| novo                               | i'yaho, penu                                    |
| velho                              | myne                                            |
| bom                                | ikato                                           |
| mau                                | nikatoi, ikato'yp                               |
| cruel                              | ------                                          |
| sujo                               | pion, yaw                                       |
| úmido, molhado                     | iakym                                           |
| seco                               | itywyn                                          |
| correto, certo                     | -----                                           |
| perto                              | rowaki, pe, awave                               |
| longe                              | mujte, awaite                                   |
| direita                            | -----                                           |
| esquerda                           | -----                                           |
| a, em                              | pype                                            |
| e, com                             | nite, romoi, eve, pyri                          |
| se                                 | ramẽ                                            |
| por que                            | ma'eramũ                                        |
| nome                               | hera                                            |

### Expressões cotidianas
Além disso, Nicholson listou algumas expressões simples e cotidianas em seu estudo sobre a língua asurini do Xingu:
| asn                   | pt-br                                  |
| --------------------- | -------------------------------------- |
| djeny'a               | meu coração                            |
| gajora                | pescoço dele                           |
| jandetxi              | nossos narizes (meu e seu)             |
| ipoko                 | o pescoço é comprido                   |
| ujo pa pyyk           | nós estamos apretando a mão            |
| hahy                  | o joelho está doendo                   |
| opyhei                | ele está lavando os pés                |
| orokyyje              | nós, eu e você, temos medo             |
| ipohoi                | o osso é pesado                        |
| djawara pinima        | onça                                   |
| oy'o                  | a onça está bebendo                    |
| konomi omandyk        | o menino está puxando o rabo do macaco |
| oveve                 | os pássaros estão voando               |
| gapepa txig           | as asas são brancas                    |
| opyhyk                | ele pega a mandioca                    |
| oapy                  | a árvore está queimando                |
| ohueté                | a lua é grande                         |
| ipoko/ipokoite        | a lagoa é longe                        |
| eta yja               | tem muita poeira                       |
| ka'a-pype aka amote   | o outro está no mato                   |
| ita omamat            | ele está jogando pedras                |
| pe-ropi oata          | ele está andando no caminho            |
| aka-yaho              | a casa é nova                          |
| o'ywó                 | ele esfregou o arco                    |
| o'ywa                 | flecha                                 |
| aimbe                 | a faca está afiada                     |
| tynohem               | a panela cheia de banha                |
| oapyk tata-rawaki     | ele está sentado perto do fogo         |
| omarakanĩg            | este menino está cantando              |
| ava pe omonyryk       | quem está empurrando?                  |
| odjembarai            | onde estão brincando as crianças?      |
| owewoi a'e rame iakym | ele está molhado porque nadou          |
| nopokai               | ele não está rindo                     |
| odjoka                | ele matou jacarés                      |
| yhara-pype aka        | ele está na canoa                      |
| o'ap okit             | ele deitou-se para dormir              |
| ojeayp                | ele está esfregando                    |
| omajarak              | ele está rachando                      |
| iaivera               | estragada, não presta mais             |
| endepirãg             | você está vermelho                     |
| edjoka                | mate a cobra!                          |